# Kyrien
Kyrien – wieś (ros. село, trb. sieło) w Rosji (Buriacja), siedziba władz rejonu tunkińskiego, licząca ok. 6 tys. mieszkańców.
Znajduje się w niej dyrekcja Tunkińskiego Parku Narodowego. Mieści się tu także główna świątynia buddyjska Doliny Tunkińskiej (dacan).
W odległości ok. 1 km od miejscowości znajduje się cywilne lotnisko.